# Lipoglicopèptid
Els lipoglicopèptids són una classe d'antibiòtics que tenen cadenes laterals lipofíliques associades a glicopèptids. La classe inclou l'oritavancina, la telavancina i la dalbavancina.
El setembre del 2009, l'FDA va aprovar l'ús de Vibativ (telavancina) per a les infeccions cutànies complicades. El maig del 2014, va aprovar l'ús de Dalvance (dalbavancina), en formulació injectable, administrada de forma endovenosa en dues dosis setmanals. L'agost del 2014, va aprovar també la distribució d'Orbactiv (oritavancina), en formulació injectable, administrada en dosi única.
La telavancina és la més potent de les tres contra el gènere Clostridium.